# Abdou Fall
Pour les articles homonymes, voir Fall.
Abdou Fall, né le 29 janvier 1952 à Dakar, est un homme politique sénégalais, député et ancien ministre.
Ancien instituteur (1974-1990), particulièrement actif sous la présidence d'Abdoulaye Wade, il exerce d'importantes responsabilités d’État et au sein du parti dominant de l'époque, le Parti démocratique sénégalais (PDS), d'obédience libérale.

## Biographie
Dans l'exercice de ses responsabilités gouvernementales, Abdou Fall est nommé à deux reprises Ministre de la Santé, puis Ministre de la Culture et de la Communication, Porte-Parole du Gouvernement,. Il exerce les fonctions de Ministre d’État, Directeur de Cabinet politique du Président de la République au moment où il démissionne du gouvernement en 2012 pour reprendre sa liberté d'action,,.
Entre 1998 et 2010, il est à deux reprises Président de groupe parlementaire, puis deuxième vice-président de l'Assemblée nationale du Sénégal,.
Il est très actif dans les instances parlementaires internationales, notamment au sein de l'Union interparlementaire (UIP) de Genève et de l'Assemblée parlementaire de la francophonie (APF) où il exerce les fonctions de deuxième vice-président de la commission politique.
Il a été par ailleurs Maire de la Commune d’arrondissement des HLM et deuxième adjoint au maire de Dakar,.
Il est élu en 2014 Conseiller Départemental à Thiès,,, deuxième région du Sénégal après Dakar, sur la liste de la coalition dirigée par l’actuel Président de la République Macky Sall.
Abdou Fall est le président du Mouvement "Alternative Citoyenne-Andu Nawle" actif dans la promotion de la citoyenneté et de la culture du développement auprès des groupes vulnérables de la société Sénégalaise,,.
Il préside depuis 2010 le "Club Convergence Plurielle" très présent dans le débat public sur les questions de développement et de démocratie,,.
Dans le cadre de ses activités citoyennes, il est président fondateur de la Société coopérative d’énergies citoyenne du Sénégal (SCECS) dont la mission est de contribuer à la politique Nationale d’accès universel à l’énergie au Sénégal, en particulier en milieu rural et péri-urbain.
Abdou Fall est depuis 2020 président du Conseil d’administration de l’agence pour les investissements et grands travaux du Sénégal (APIX.SA).
Il est nommé en 2022 ambassadeur de l’Initiative d’une stratégie de co-construction d’un développement sobre en carbone et résiliant au Sénégal, initiative portée par le Ministère de l’environnement et de l’énergie du Sénégal, l’ONG ENDA énergie, avec l’appui de l’Agence française du développement (AFD) et l’Institut pour le développement durable et les relations internationales de Paris (IDDRI).
Sur le plan professionnel, Abdou Fall est médiateur pédagogique spécialisé dans la formation des adultes (Andragogie).
Après avoir été formateur à l’École Nationale d’Économie Appliquée (ENEA) de Dakar d’où il est diplômé, il est président du cabinet AFAC qui s'investit à titre principal dans le secteur des énergies renouvelables.

## Carrière
- Conseiller technique au ministère de l'Éducation de base (1993 ; 1996)
- Responsable à la communication du Parti pour la libération du peuple (PLP), (1983 ; 1995)
- Coordonnateur national de la Convention démocratique et sociale (CDS), (1996 ; 1997)
- Membre du Secrétariat national et du Comité directeur du Parti démocratique sénégalais (PDS), (1998)
- Député et président du groupe parlementaire «Démocratie et Liberté» (opposition), (1998 ; 2000)
- Député et délégué à l'Union Interparlementaire (UIP, Genève, Suisse), (1998 ; 2000)
- Président du groupe parlementaire Liberté, Démocratie et Progrès (juin 1999 ; mars 2000)
- Ministre de la Santé (avril 2000-mai 2001 ; 2005-2007)
- Député suppléant du Parti Démocratique Sénégalais (PDS), (avril 2001)
- Maire de la Commune d'Arrondissement des HLM, Dakar (2002 ; 2004)
- Deuxième adjoint au Maire de Dakar (2002 ; 2004)
- Ministre de la Culture et de la Communication, porte parole du Gouvernement (2002-2003)
- Député et deuxième Vice-président de l'Assemblée nationale du Sénégal (2007 ; 2010)
- Président délégué et vice-président de la commission politique de l'Assemblée Parlementaire de la Francophonie (APF), (2007 ; 2010)
- Conseiller régional de la région de Thiès (2009)
- Ministre d’État et directeur de cabinet politique du Président de la République Abdoulaye Wade (2011 ; 2012)
- Conseiller départemental de Thies (juin 2014)